# Holger Hieronymus
Holger Hieronymus (Hamburgo, Alemania Federal, 22 de febrero de 1959) es un exjugador y exentrenador de fútbol alemán. En su etapa como jugador profesional se desempeñaba como defensa.

## Selección nacional
Fue internacional con la selección de Alemania Federal en 3 ocasiones. Formó parte de la selección subcampeona de la Copa del Mundo de 1982, pese a no haber jugado ningún partido durante el torneo.

### Participaciones en Copas del Mundo
| Mundial                        | Sede   | Resultado  | Partidos | Goles |
| ------------------------------ | ------ | ---------- | -------- | ----- |
| Copa Mundial de Fútbol de 1982 | España | Subcampeón | 0        | 0     |

## Clubes

### Como jugador
| Club         | País             | Año       |
| ------------ | ---------------- | --------- |
| FC St. Pauli | Alemania Federal | 1978-1979 |
| Hamburgo SV  | Alemania Federal | 1979-1984 |

### Como entrenador
| Club                   | País     | Año  |
| ---------------------- | -------- | ---- |
| Hamburgo SV (interino) | Alemania | 2001 |

## Palmarés

### Campeonatos nacionales
| Título     | Club     | País             | Año  |
| ---------- | -------- | ---------------- | ---- |
| Bundesliga | Hamburgo | Alemania Federal | 1982 |
| Bundesliga | Hamburgo | Alemania Federal | 1983 |

### Copas internacionales
| Título                      | Club     | Sede            | Año  |
| --------------------------- | -------- | --------------- | ---- |
| Copa de Campeones de Europa | Hamburgo | Atenas (Grecia) | 1983 |